# Carl Thormann
Carl Thormann (* 18. Juni 1874 in Münster; † 28. Januar 1935) war ein deutscher Jurist. 
Thormann studierte in Marburg und München Jura. Nach der großen Staatsprüfung in Berlin 1902 war er als Rechtsanwalt beim Landgericht Limburg tätig. 1908 wurde er beim Oberlandesgericht Frankfurt am Main zugelassen. Von 1906 bis 1908 gehörte er dem Limburger Magistrat an. Von 1913 bis Ende 1918 war Stadtverordneter der Frankfurter Stadtverordnetenversammlung. Thormann hatte neun Kinder. Sein jüngerer Bruder war der RMV-Redakteuer Werner Thormann.
Im Dezember 1933 verteidigte er den mit ihm befreundeten Friedrich Dessauer im sogenannten Kleinen Volksvereinsprozeß vor dem Landgericht Mönchengladbach. Aufgrund der Verordnung zum Schutz von Volk und Staat vom 28. Februar 1933 wurde gegen ihn in der Nacht vom 20. auf den 21. Dezember Schutzhaft verhängt. Am 20. Januar 1934 wurde gegen ihn in Frankfurt eine Voruntersuchung im ehrengerichtlichen Verfahren eröffnet, weil er in freundschaftlicher Beziehung zum Pazifisten Friedrich Wilhelm Foerster in Paris stand („landesverräterische und staatsfeindliche Betätigung“). Zwar wurde Thormann am 5. März 1934 aus der Schutzhaft entlassen, aber es erging gegen ihn am 10. März 1934 ein Vertretungsverbot. Am 14. Juli 1934 wurde er aus der Anwaltskammer ausgeschlossen und damit wirtschaftlich ruiniert. Wenige Monate später wurden ihm zwei Lebensversicherungen im Wert von 20.000 RM in prämienfreie Versicherungen über 1100 RM umgewandelt. Sie hatten als Sicherheit für sein Wohnhaus gedient.
Thormann brach am 28. Januar 1935 in Frankfurt an der Haltestelle Dornbusch tot zusammen. Er starb an Herzversagen. Die Staatsanwaltschaft am Oberlandesgericht Frankfurt hob am 25. Januar 1999 das Urteil des Ehrengerichtes auf.